# Église Saint-Martin de Châtillon-sur-Colmont
L'église Saint-Martin est une église catholique située à Châtillon-sur-Colmont, en France. D'origine romane et remaniée surtout au XVIIe siècle, elle abrite un mobilier classé et une crypte servant de caveau familial du XVIIe dont la singularité a entrainé son inscription au titre des monuments historiques.

## Localisation
L'église est située dans le département français de la Mayenne, en région Pays de la Loire, au centre du bourg de Châtillon-sur-Colmont, à 224 mètres d'altitude. Elle est située près de la voie antique de Jublains à Avranches comme en témoigne la borne milliaire conservée au bas de la nef et du grand chemin montois de Tours au mont Saint-Michel.

## Plan et histoire
L'église, édifiée majoritairement entre le XIe et le XVIIe siècle, est un édifice orienté, légèrement incliné vers le sud de dix degrés et mesurant approximativement 37 sur 21 mètres sans le clocher carré qui flanque l'extrémité orientale de la face sud. Elle est constituée d'une nef prolongée par un chœur à chevet plat plus étroit en deux parties et bordée au nord comme au sud de trois chapelles, la chapelle du milieu correspondant au transept initial. Une tour carrée formant clocher est construite à l'angle sud-est de la première chapelle sud ainsi qu'une sacristie entre la tour et l'extrémité du chœur.

Plan de l'église, hypothèse de datation d'édification de 2017.

Les mentions écrites concernant avec certitude l'église ne datent que de 1247 sous la forme de parrochia de Chastelon mais le dédicataire saint Martin, souvent choisi au Xe siècle, et les éléments de maçonnerie du mur nord de la nef et du pignon nord du transept, petit appareil régulier avec quelques éléments en épis, petite fenêtre romane bouchée à linteau monolithe échancré, évoquent une première construction du XIe siècle pour la nef et le transept. La seigneurie de la paroisse appartient au XVIe siècle à la famille Girard, c'est à cette époque que sont construites cinq des six chapelles, les dates de construction sont confirmées par l'étude dendrochronologique de leurs charpentes et la date de 1581 portée sur la fenêtre de la chapelle nord-ouest. L'église est incendiée par les huguenots en 1572. La seigneurie de la paroisse passe aux Plessis-Châtillon en 1594 par l'alliance entre Diane-Renée de Poisieux et René du Plessis. En 1605, le chœur est allongé, date portée sur la croix du chevet. La crypte, caveau familial, est creusée sous le chœur et porte la date sur les peintures murales de 1629, date de la mort de René du Plessis, le premier à y être inhumé. La date de 1639 est inscrite sur le retable de l'autel de Marie dans la chapelle sud orientale et de 1640 sur le retable de l'autel principal portant les armoiries des Plessis-Châtillon. La chapelle sud occidentale, dédiée à saint Maur  serait édifiée entre 1650 et 1660, le mur gouttereau sud de la nef est repris dans le même temps. Une tour est construite ou reconstruite sur la croisée en 1668. La façade occidentale est refaite en 1747, la date est sur la clé de voûte de la porte. En 1793, la crypte est profanée. Une tour-clocher carrée à l'angle sud est de la chapelle sud orientale ainsi qu'une sacristie entre la tour et l'extrémité du chœur sont érigées après démolition de la tour de la croisée. Le clocher est refait en 1929 après un écroulement partiel en 1924 et un incendie en 1928.
Eugène Barbedette, un des quatre voyants de l'apparition mariale de Pontmain, est curé de la paroisse de 1910 à sa mort en 1927. Françoise Richer, autre voyante, se met à son service jusqu'à sa mort en 1915. Ils sont tous les deux inhumés au cimetière de Châtillon-sur-Colmont..
La crypte, caveau funéraire familial, est inscrite aux monuments historiques par arrêté du 5 septembre 2012.

## Description

### Extérieur
L'édifice, situé au point culminant du village à 224 mètres sur une terrasse formant parvis, est construit entièrement en granite et couvert de charpentes, il n'est pas voûté. L'accès au parvis se fait par un large escalier de neuf marches devant la façade occidentale et deux escaliers plus étroits, un à l'ouest et un au sud. L'accès usuel se fait avec six marches par une porte au linteau en accolade au nord sur le pignon de la chapelle la plus proche du chevet. Sur le parvis, au nord de la façade occidentale, une croix dite à coquilles rappelle la proximité avec le grand chemin montois.
La charpente des pignons de la façade et des six chapelles latérales se termine en croupe, seul le chevet plat est formé d'un mur pignon dont la chevronnière est surmontée d'une croix en pierre portant la date de 1605 correspondant à l'agrandissement du chœur.
La fenêtre la plus ancienne est la petite baie romane à linteau monolithique rebouchée du mur nord de la nef. La fenêtre du chevet est une baie bigéminée avec des lancettes en plein cintre surmontée d'un oculus en trèfle renversé, son style et la comparaison avec d'autres fenêtres analogues dans la région la font dater du début du XIIIe siècle. Sa présence sur ce chevet de 1605 évoque un réemploi de l'ouverture de l'ancien chevet.
Une autre baie gothique bigéminée avec deux lancettes à redent orne le pignon de la chapelle nord 2, ancien transept. Elle est datée de la deuxième moitié du XVe siècle. Les autres baies sont en plein cintre et leur datation s'échelonne entre la fin du XVIe et le début du XVIIe siècle. La baie de la chapelle nord 3 porte sur le cintre la date de 1581, la baie du mur nord du chœur de 1605 est timbrée sur son arc des armoiries de la famille de Poisieux,.
Les principales portes d'accès à l'édifice sont sur le parvis le portail occidental dont la clé de voûte porte la date de 1747, et l'entrée usuelle la porte nord avec linteau en accolade du pignon de la chapelle nord-est à laquelle on accède par un escalier. D'autres portes, habituellement fermées, sont situées sur le parvis : sur le mur ouest de la chapelle sud-ouest, sur le pignon de la chapelle sud-est symétrique à la porte nord et sur le mur ouest du clocher. Sur le pignon sud du transept une porte a été bouchée.

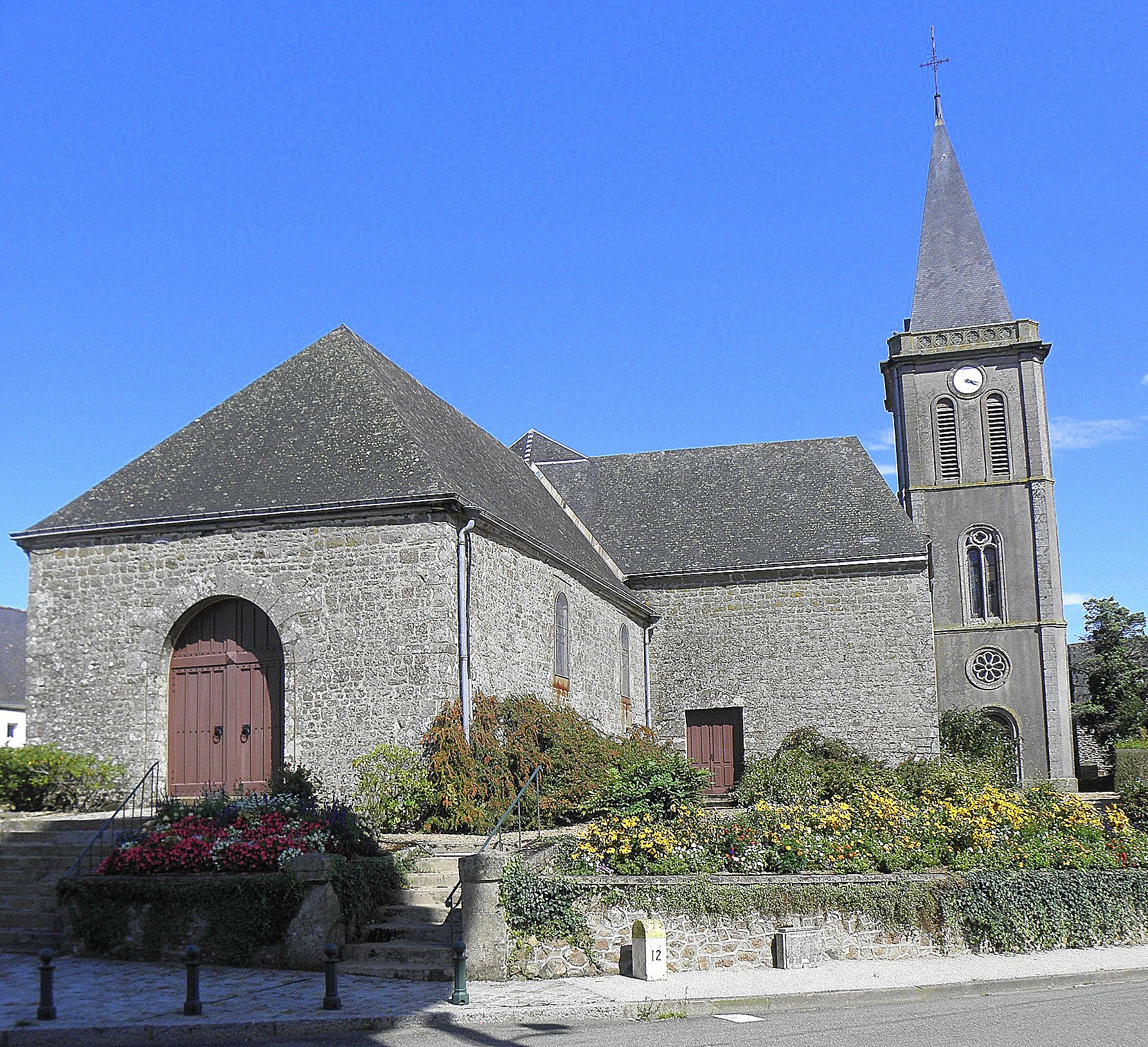
Vue occidentale de l'église.
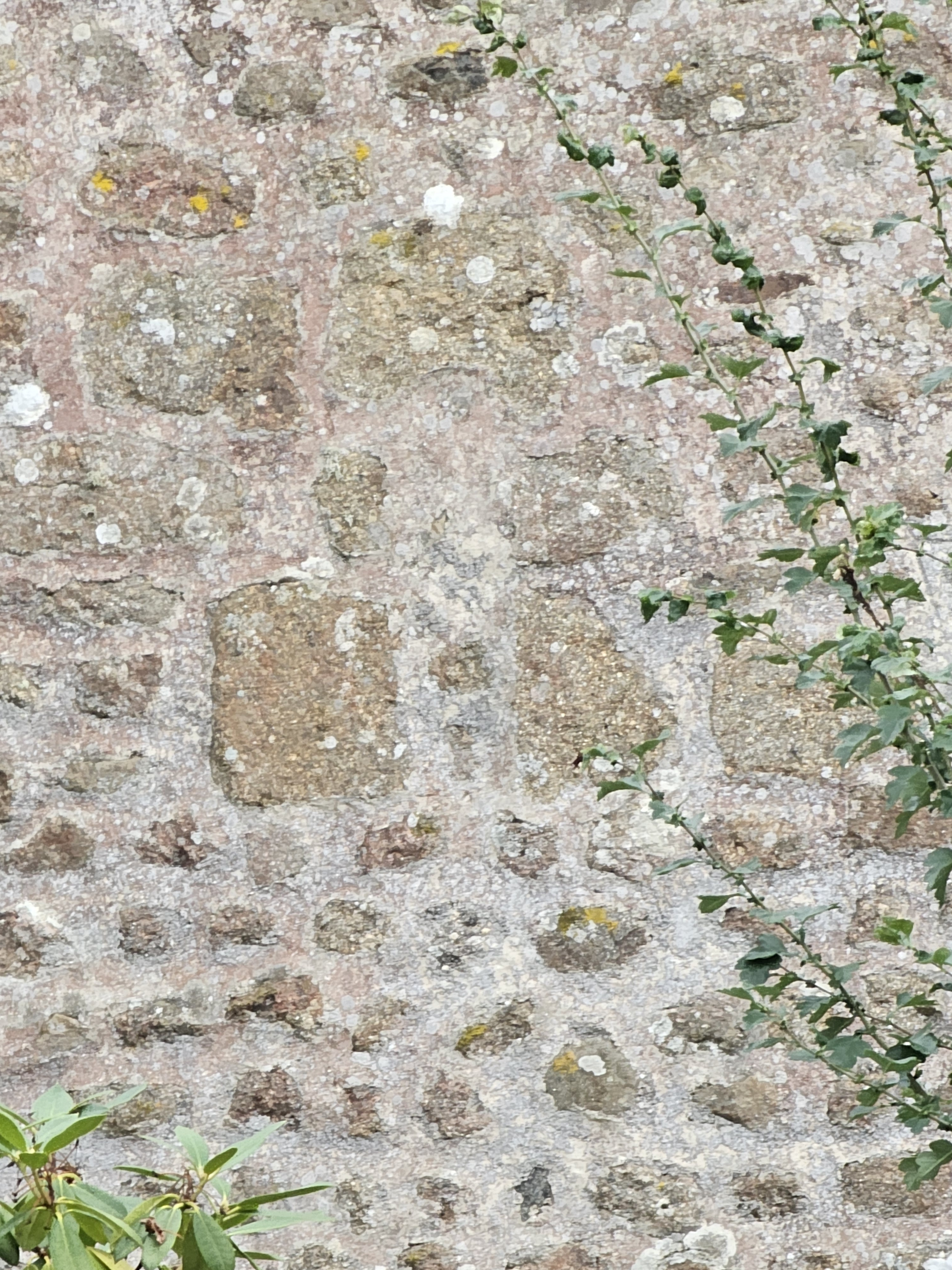
Fenêtre romane bouchée.
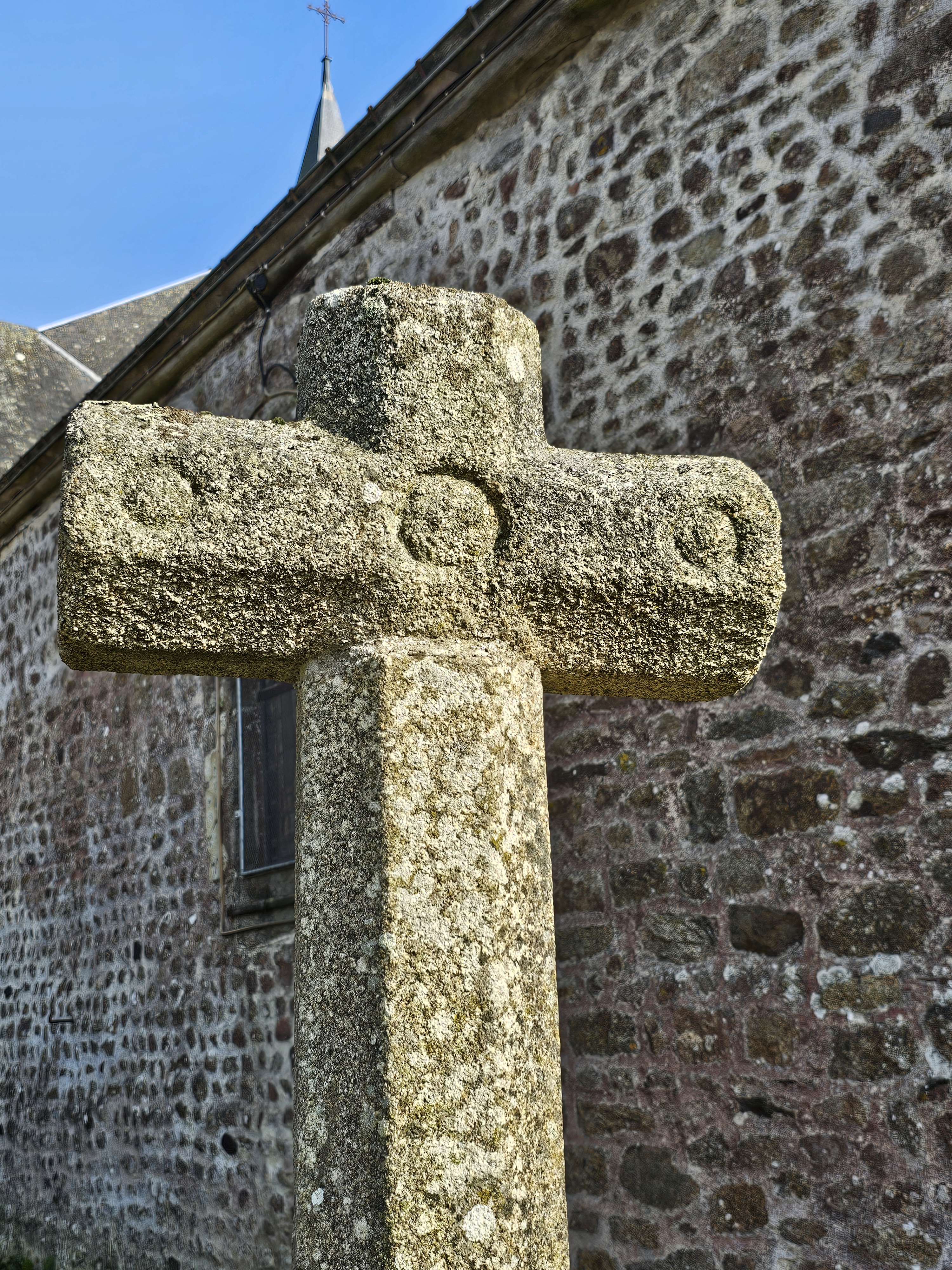
Croix montoise sur le parvis.
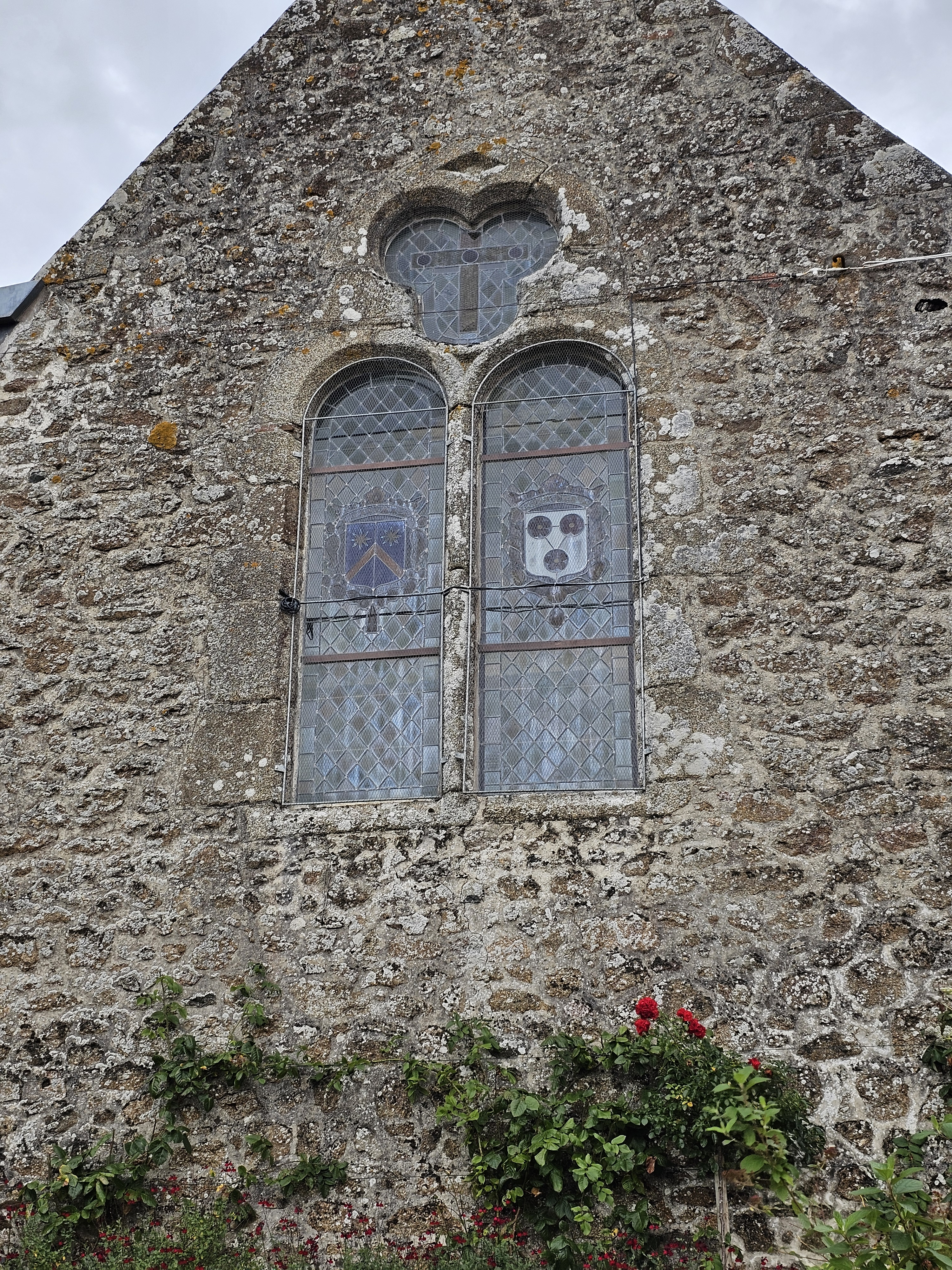
fenêtre XIIIe du chevet, verrière armoriée.
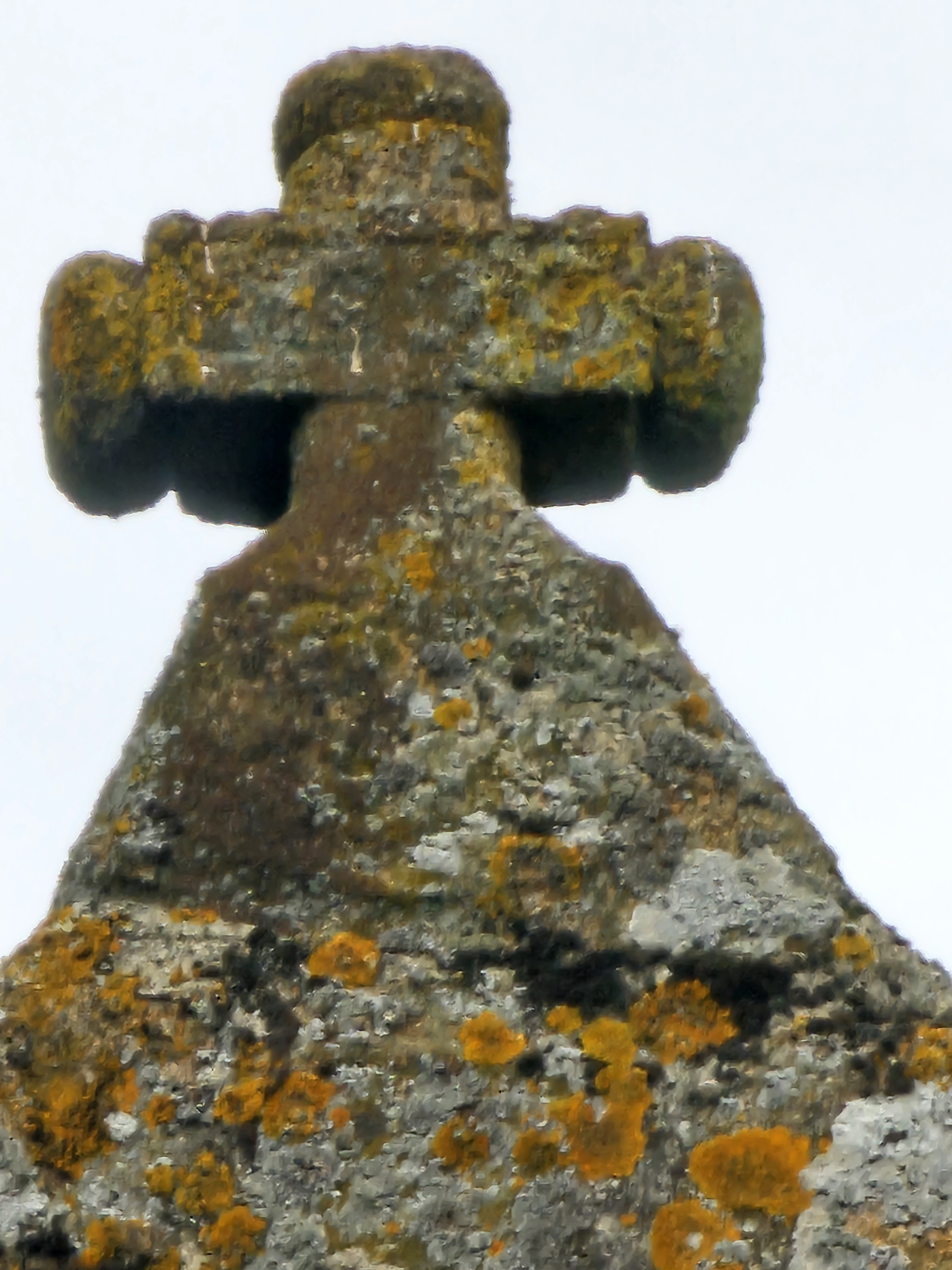
Croix du chevet, date 1605.

### Intérieur
L'église est formée d'une nef unique à trois travées, d'une croisée et d'un chœur à chevet plat. De chaque côté, au nord et au sud, elle est flanquée de trois chapelles accolées, les deux chapelles orientales donnent sur le chœur, celles du milieu forment transept et les deux occidentales correspondent avec la première travée de la nef. Tous ces volumes sont couverts en lambris en forme de berceau ; à la croisée, le lambris recouvert de plâtre imite une voûte à croisée d'ogives de type angevin. Une tribune s'appuie sur le mur occidental de la nef au-dessus du portail, une autre tribune est située sur le mur ouest de la chapelle sud-ouest. Une chaire à prêcher en bois est fixée au pilier sud-est de la croisée.

#### Mobilier

##### Retables
Trois retables ornent cette église dont deux sont classés au titre d'objet aux monuments historiques.
Au nord, dans la chapelle nord-est, le retable de saint Martin, en bois, 2e moitié du XIXe, porte quatre statues, au centre Martin de Tours dédicataire de l'église, à droite saint Maur, à gauche saint Roch et au-dessus de l'ensemble sainte Anne et la Vierge enfant.
Au sud, dans la chapelle sud-est, pour l'autel de Marie, un retable dit du rosaire en marbre et en tuffeau, portant la date de 1639, présente principalement un tableau carré de quinze médaillons de 35 cm représentant les quinze mystères du rosaire. Ils encadrent une Vierge à l'Enfant. Ce bas-relief polychrome en tuffeau est surmontée d'une corniche portant au centre les armoiries des Plessis-Châtillon et à droite, dans un cartouche de marbre noir, la date de 1639. Le retable est surmonté d'un groupe sculpté : une Vierge à l'Enfant avec à ses pieds saint Dominique et sainte Catherine. L'abbé Angot mentionne une confrérie du Rosaire sur la paroisse antérieure à 1628. L'œuvre est attribuée à l'architecte retablier Tugal Caris. Elle fait l'objet d'un classement au titre d'objet depuis le 10 décembre 1910.
Au centre, le retable du maître-autel est daté de 1640. En bois, calcaire et marbre, il est principalement l'œuvre du retablier Michel Pasquier. Les deux ailes sont centrées par les armoiries des Plessis-Chatillon et de l'autre côté de Nicole de Reynier épouse de François du Plessis ; elles surmontent une porte accédant à l'ancienne sacristie. Il est possible que ces deux ailes soient légèrement antérieures au reste du retable. Un baldaquin à colonnes encadre au centre une huile sur toile du XIXe représentant un Christ en croix, ce retable est également classé depuis le 1er décembre 2000.

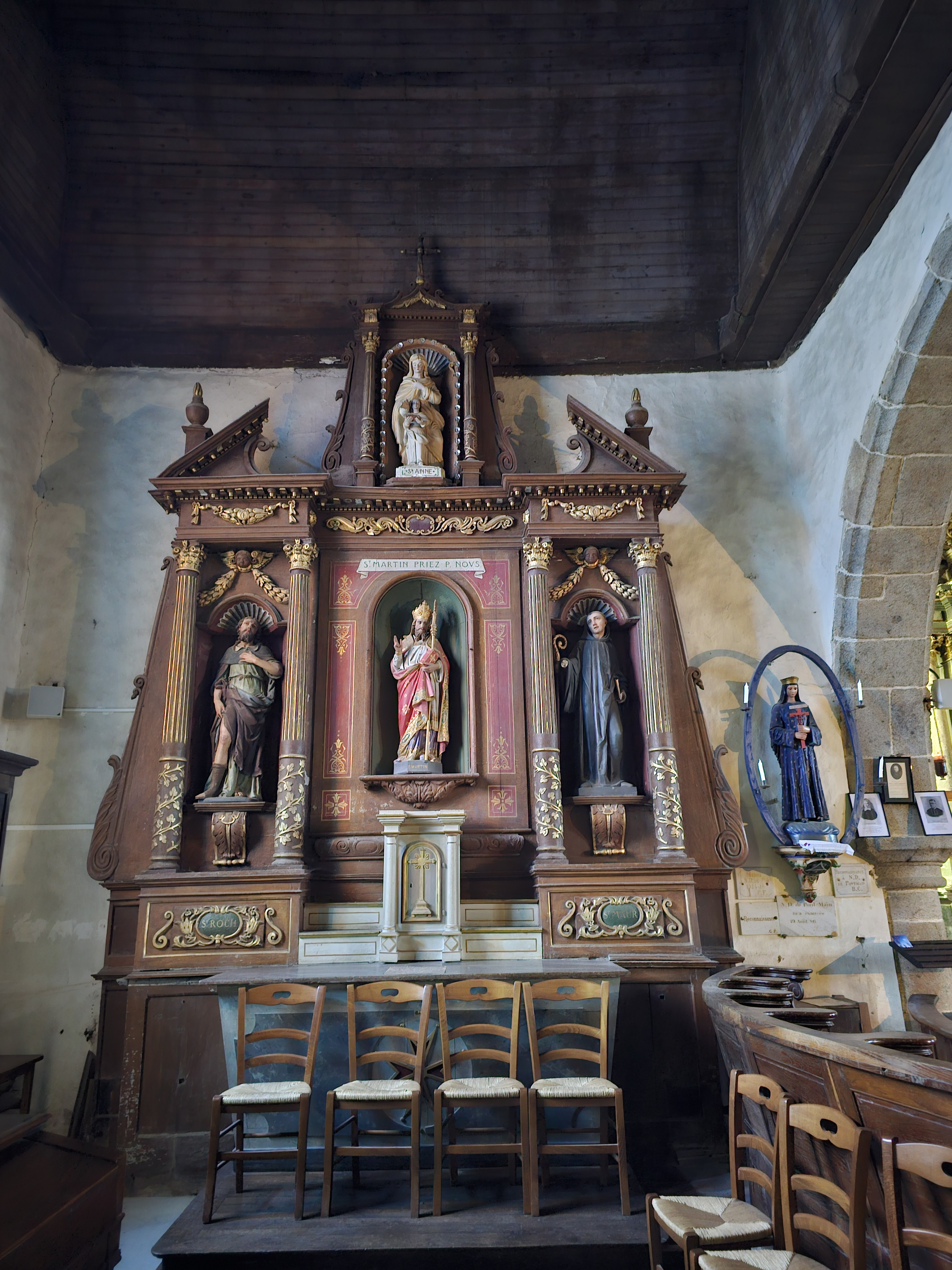
Retable Saint-Martin.
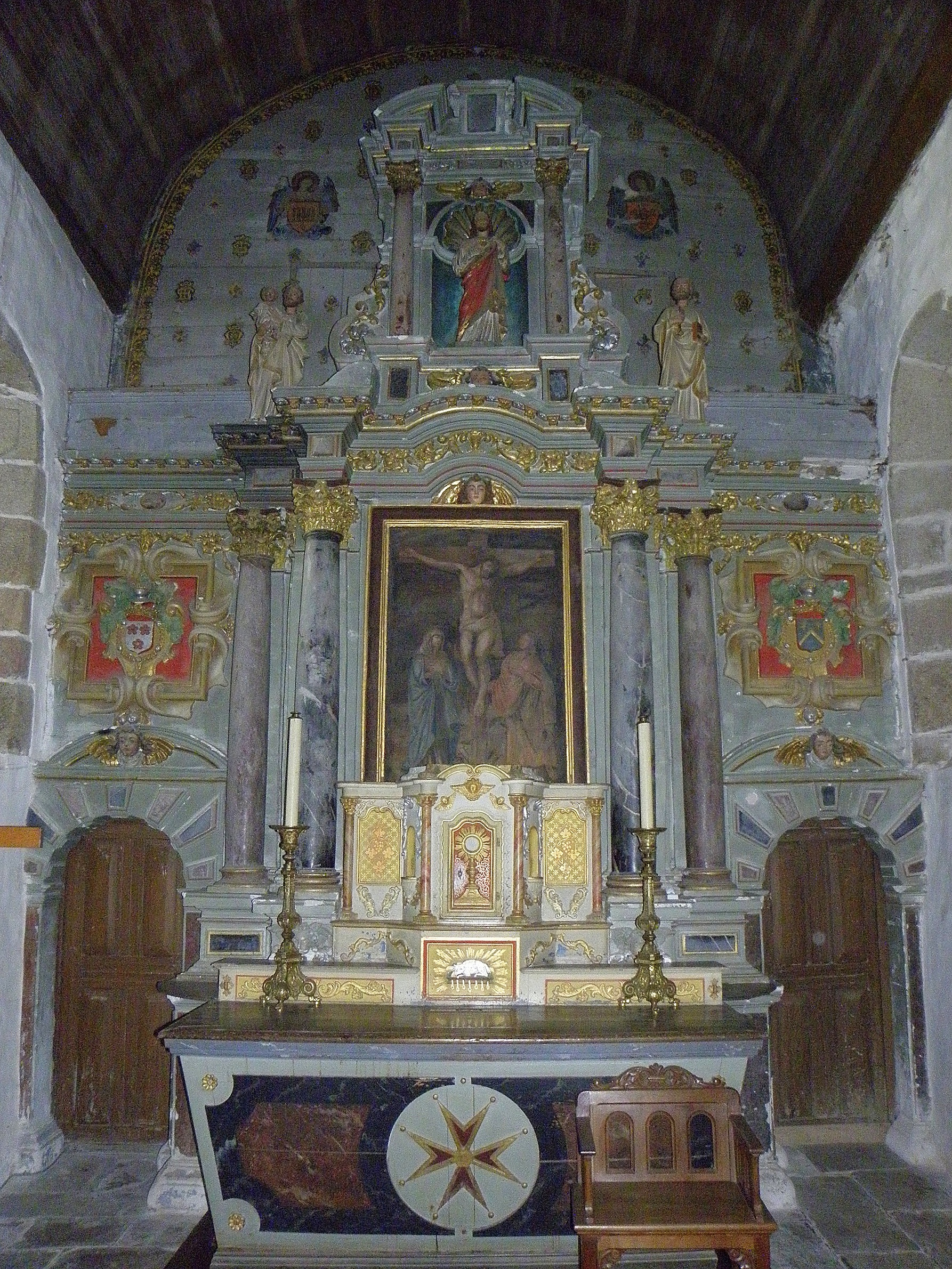
Retable du maître autel 1640.
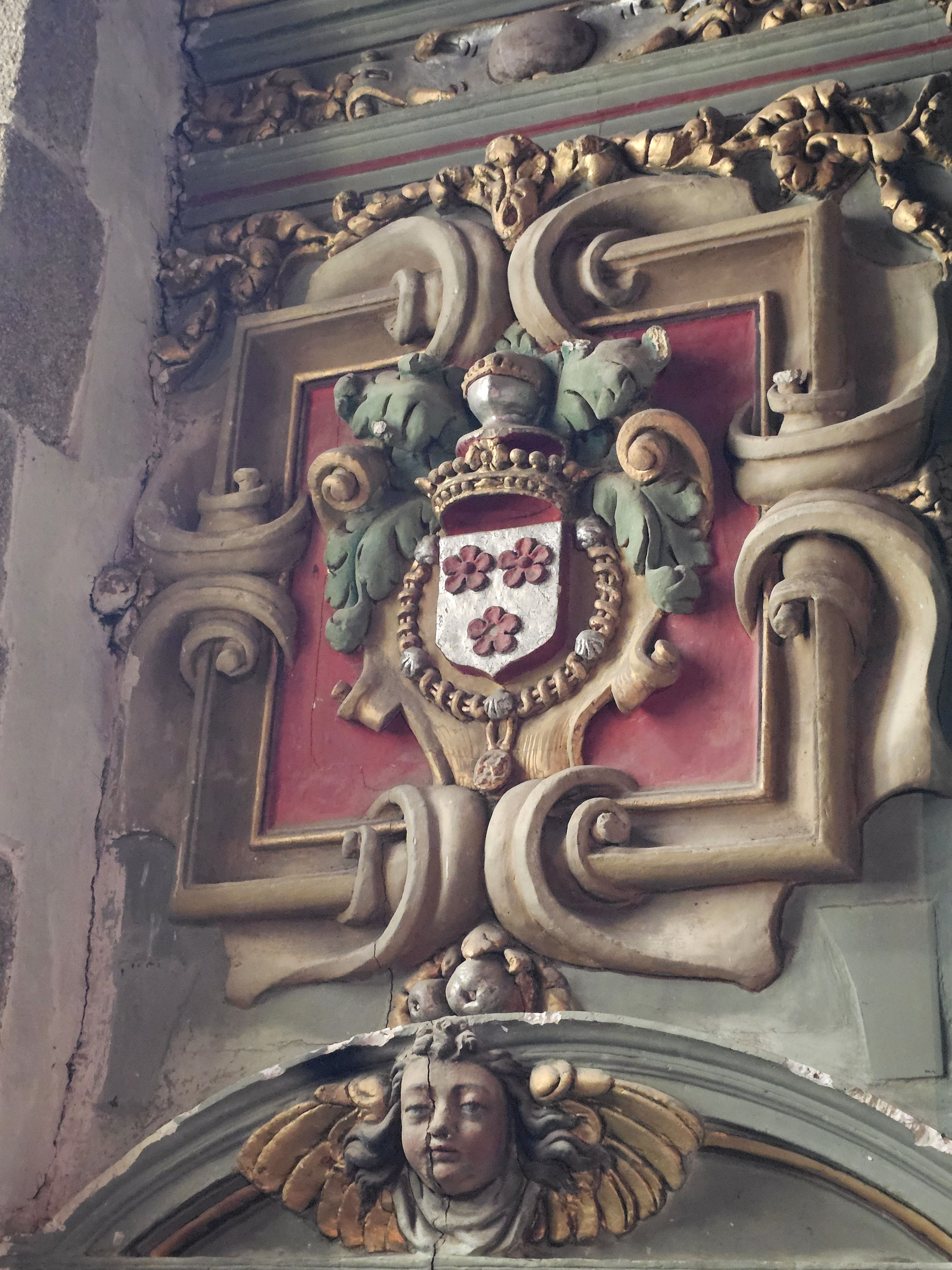
Retable du maître autel, armoiries des Plessis Châtillon.
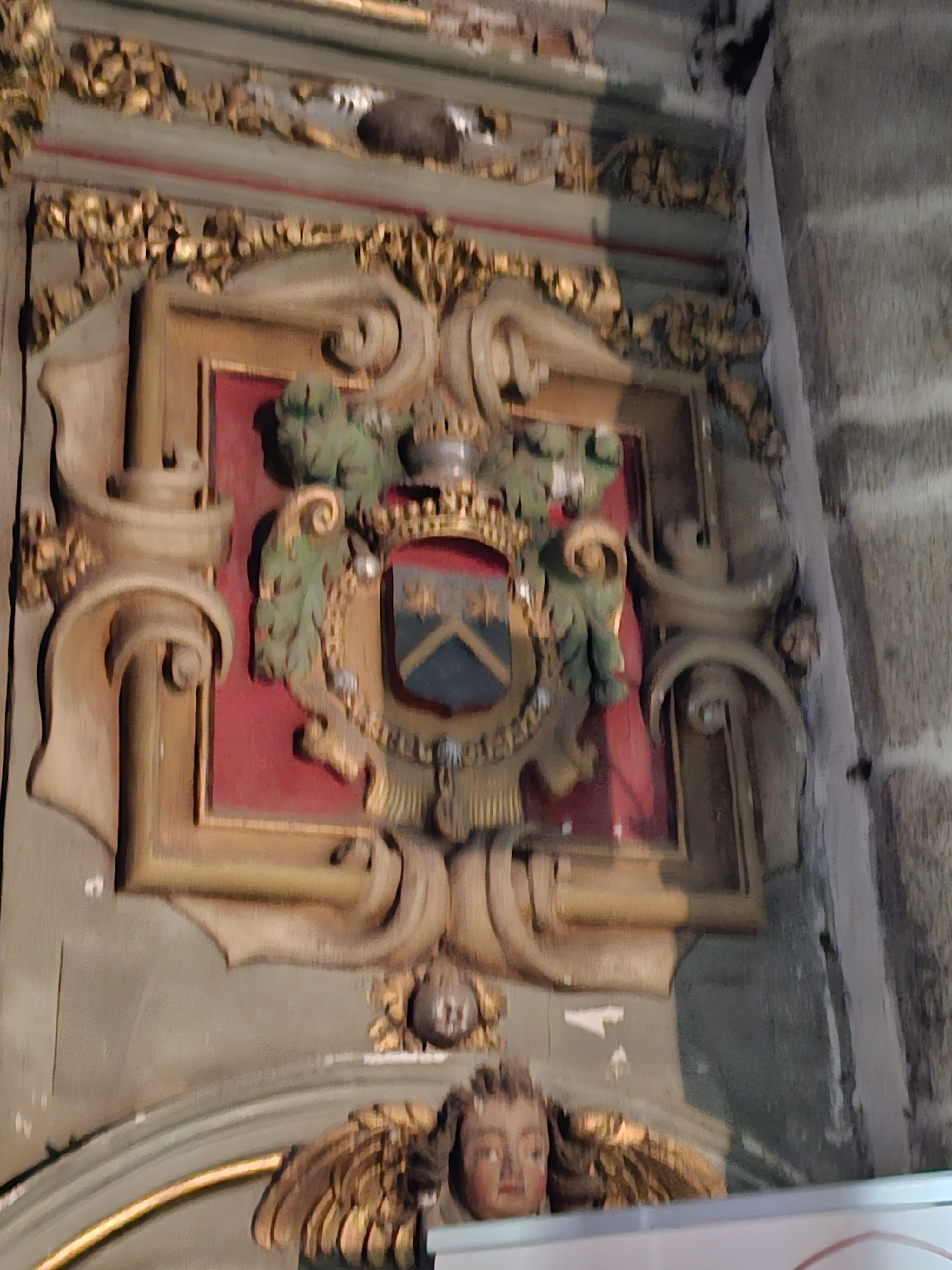
Retable du maître autel, armoiries de Nicole de Reynier.
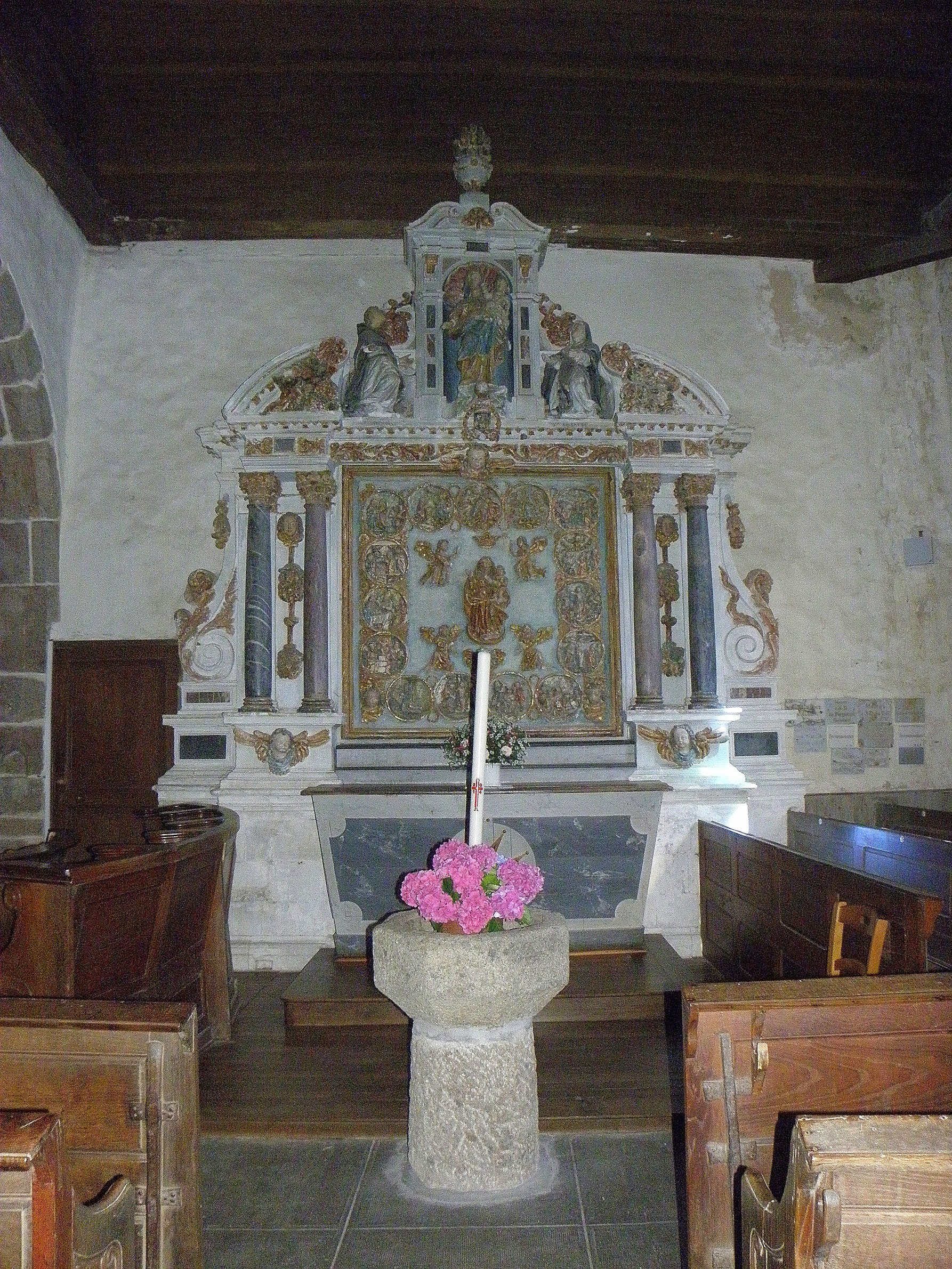
Retable du rosaire 1639.
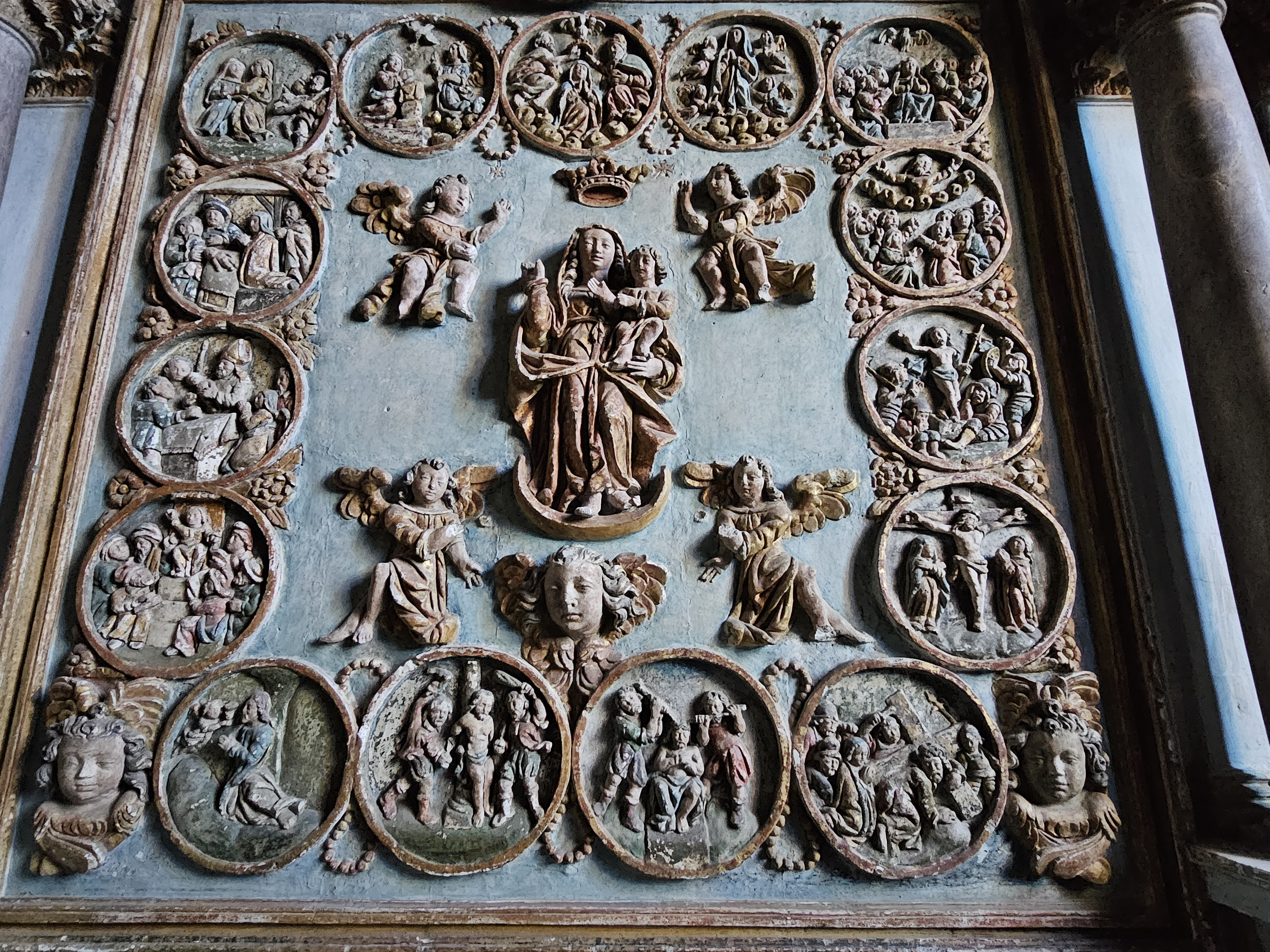
Retable du rosaire, tableau central.

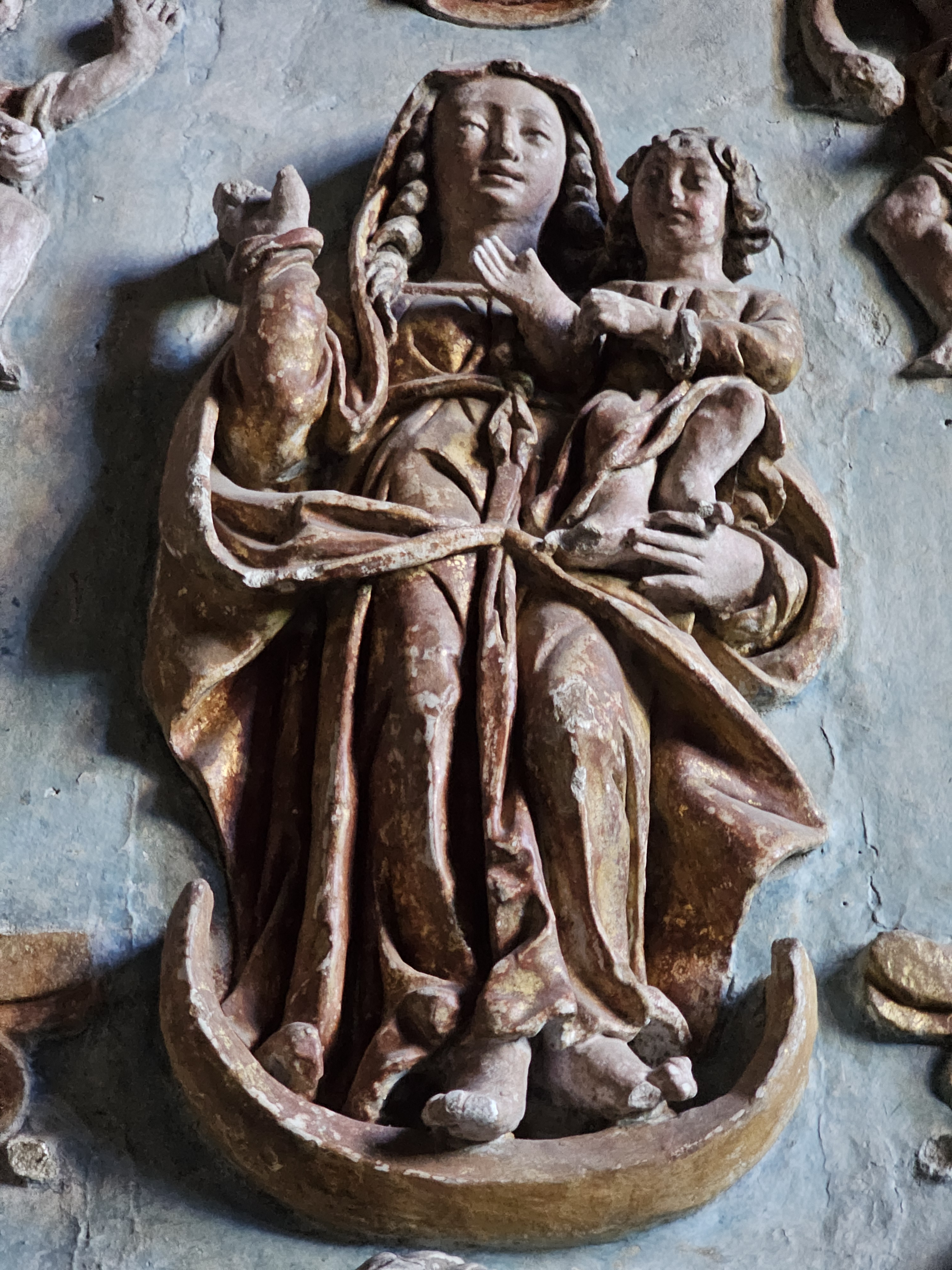
Retable du rosaire motif central.
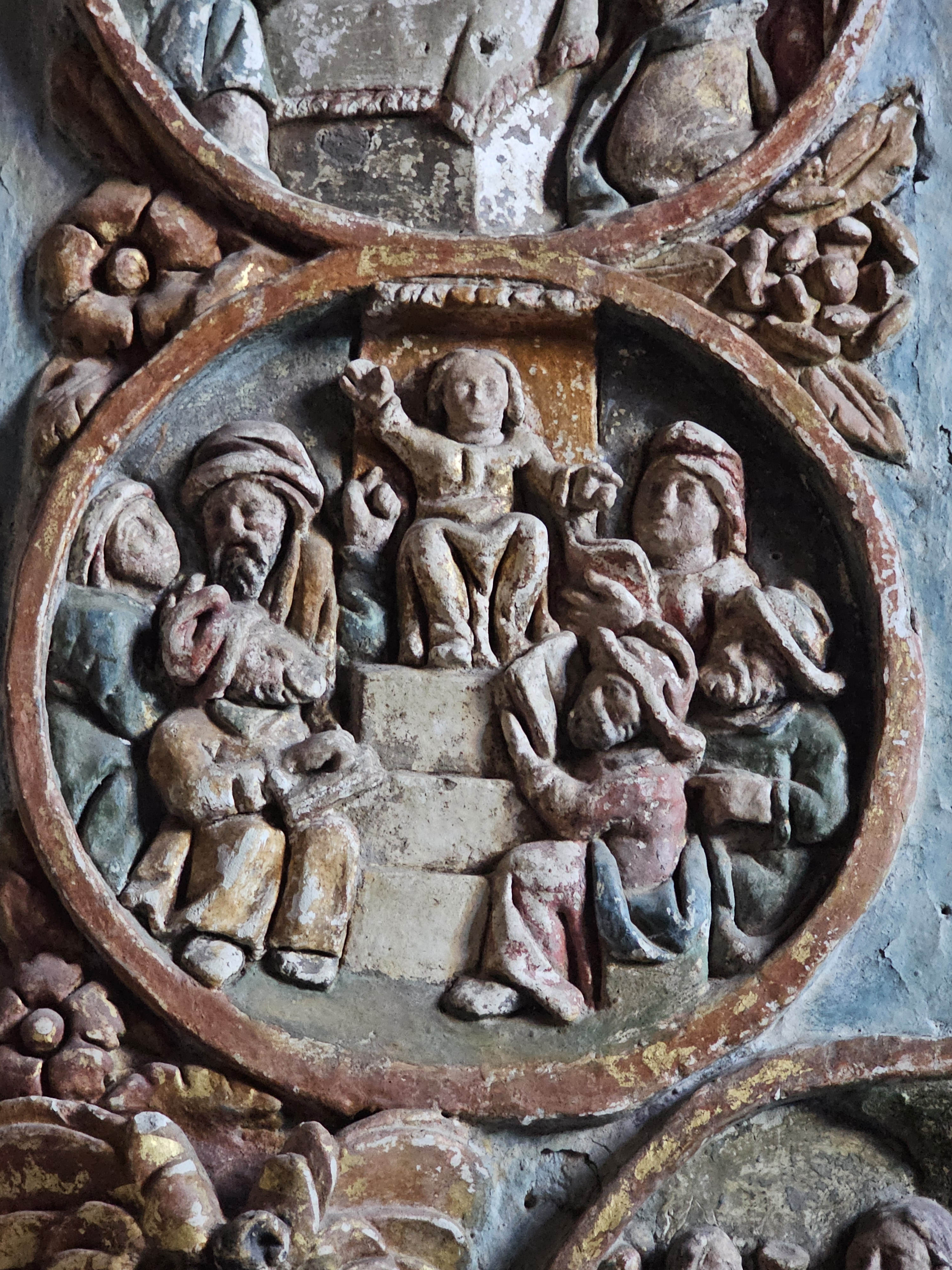
Retable du rosaire, médaillon de Jésus au temple
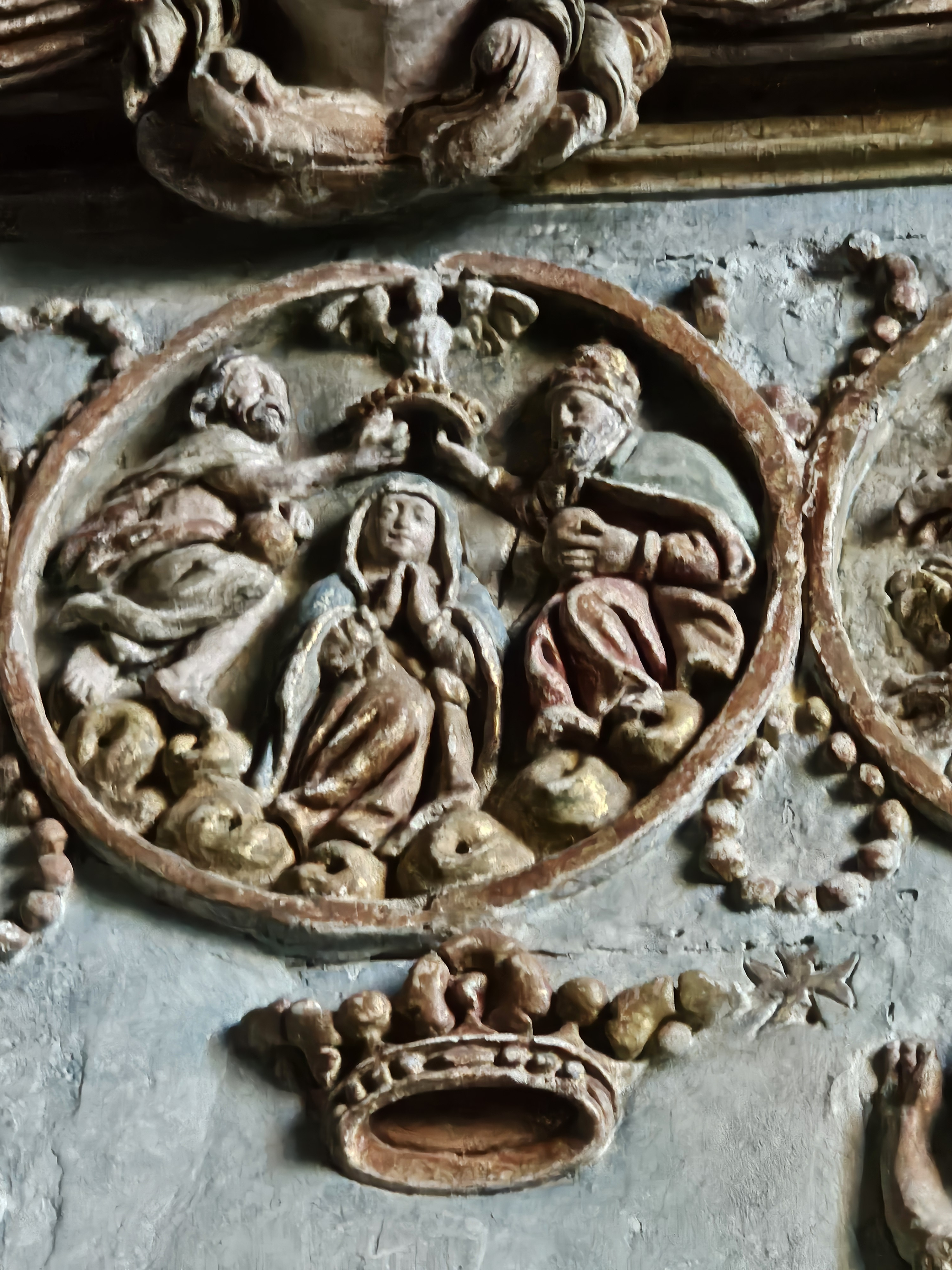
Retable du rosaire, médaillon du couronnement de la Vierge.

##### Autre mobilier
- Un crucifix est centré sur l'arc diaphragme, il est probablement daté du XVIe[15].
- Une Vierge à l'Enfant en terre cuite polychrome est sur le pilier nord-est de la croisée. Probablement du XVIIe, elle est attribuée à Charles Hoyau et est inscrite comme objet depuis le 6 aout 2020[16],[17].
- Une sainte martyre porte une palme et un livre, cette sculpture polychrome dans la chapelle sud-ouest est probablement datée du XVIe siècle[18];
- Neuf verrières sont recensées par l'inventaire du patrimoine en région : une représente Martin de Tours dédicataire de l'église et Julien du Mans évêque du Mans, elle est réalisée en 1934 en souvenir de la mission de 1934[19], sept verrières, deux géométriques et cinq historiées, datent de 1957[20], la plus récente est sur la fenêtre du chevet, cette verrière héraldique porte les armoiries des Plessis-Chatillon et des Reynier, elle date de 2012. Est mentionné sur le verre le commanditaire, l'association Châtillon patrimoine et le donateur, la famille Roussseau[21].

##### Borne milliaire
La borne leugaire gallo-romaine de Launay, remarquablement conservée, est abritée au bas de la nef de l'église depuis 1990. Découverte au pied d'un calvaire près de la ferme de Launay à 1 500 mètres au nord du centre du bourg elle était connue sous le nom de Pierre-Saint-Guillaume. Une traduction, après le décryptage du texte gravé caractéristique d'une borne milliaire, a été proposée : « Au grand, perpétuel empereur César Domitius Aurelianus, pieux, heureux, invaincu, auguste, grand pontife, revêtu de la puissance tribunicienne pour la cinquième fois, consul pour la troisième fois. La cité des Diablintes, neuf lieues ». Cette inscription peut être datée de 274-275. La forme de cette pierre de 2,40 m de haut et 95 cm dans sa plus grande largeur n'est pas cylindrique comme les bornes milliaires habituelles mais de section ovale avec une face antérieure plus aplatie. Cette forme l'apparente aux stèles gauloises antérieurement répertoriées dans le département.

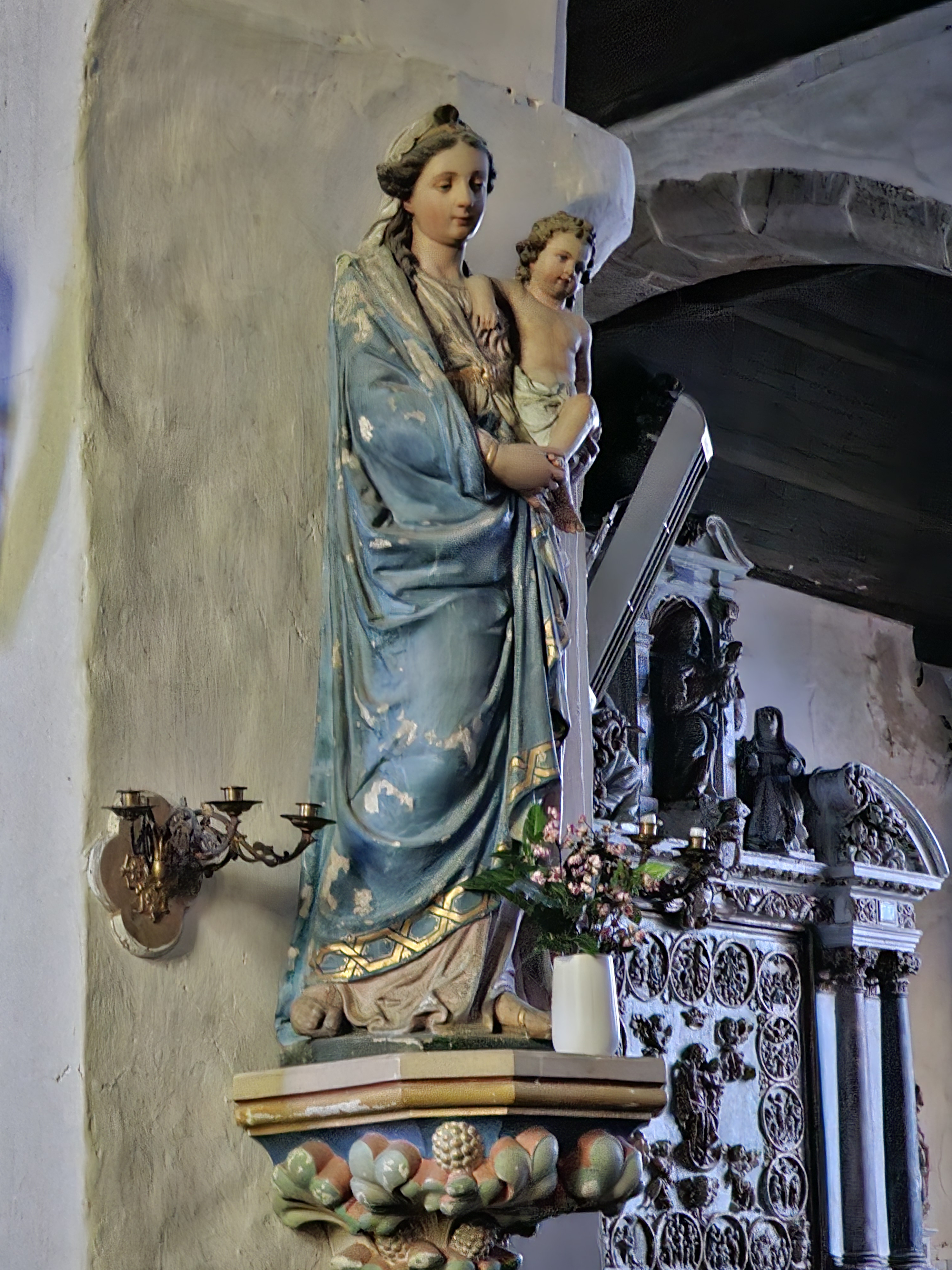
Vierge à l'Enfant XVIIe dans la croisée.
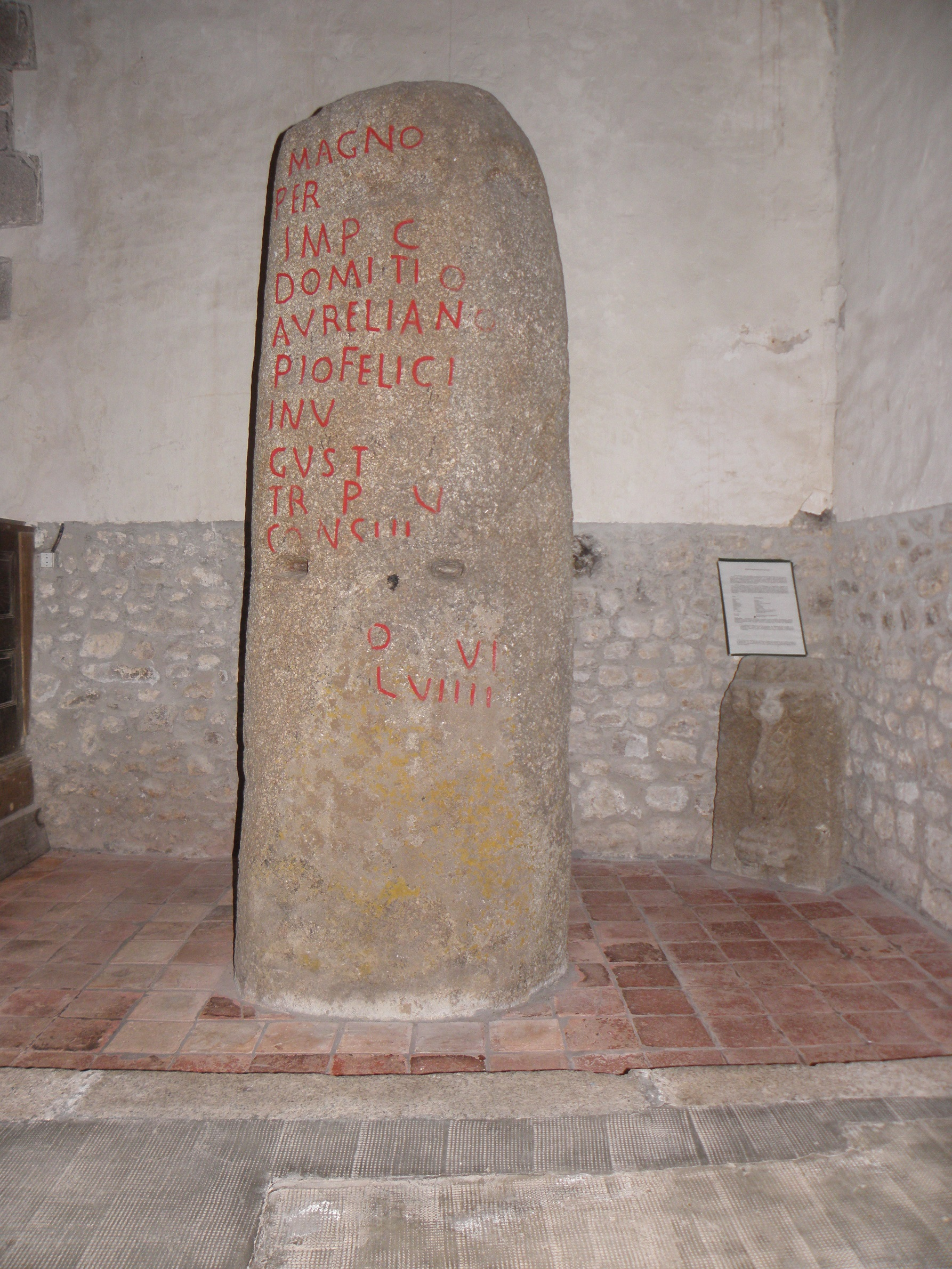
Borne leugaire au fond de la nef.

### Crypte
La crypte est creusée sous le chœur avant 1629 par François du Plessis-Châtillon pour servir de caveau familial. La descente se fait par une trappe à l'entrée du chœur et un escalier de neufs marches. Voûté en berceau le caveau mesure 2,67 mètres de long sur 3,40 mètres de large et un maximum de hauteur de 2,40 mètres. Il est recouvert entièrement d'une fresque monochrome noir sur fond blanc. Le décor, divisé en quatre cantons par une grande croix noire, est constitué de larmes stylisées et de huit crânes surmontant chacun deux tibias entrecroisés. La date de la première inhumation y est inscrite, celle de René du Plessis Châtillon : 1er mai 1629. Cette peinture bénéficie de rafraichissements à l'occasion d'inhumations ultérieures, la dernière datant de 1754, elles concernent toutes des personnes rattachées à la famille du Plessis Châtillon. Le caveau seigneurial contient des ossements, sept cercueils en plomb, une urne en plomb en forme de cœur et un baril de plomb, ces neufs sarcophages sont inscrits à titre d'objet dans la base Palissy en date du 20 mars 2017. Après une profanation en 1793 il ne semble pas que ce contenu ait été dérangé jusqu'à son exploration au début des années 2000. La singularité de ce caveau seigneurial par sa situation, inhumation laïque juste au-dessous des reliques de l'autel, son décor exceptionnel, peu d'autres exemples en France, son état de conservation, a motivé son inscription aux monuments historiques.